# Neptis dulcinea
Neptis dulcinea är en fjärilsart som beskrevs av Grose-smith 1898. Neptis dulcinea ingår i släktet Neptis och familjen praktfjärilar. Inga underarter finns listade i Catalogue of Life.